# Batalla de Nagaragawa
La Batalla de Nagaragawa (長良川の戦い Nagaragawa no tatakai?) fue una batalla que tuvo lugar en los márgenes del río Nagara en Gifu, prefectura de Gifu, Japón en abril de 1556 durante el período Muromachi de la historia de Japón.
La batalla fue protagonizada entre las fuerzas de Saitō Dōsan y las de su hijo Saitō Yoshitatsu.

## Contexto
En 1542, Dōsan se convirtió en el líder del clan Toki y gobernante de la provincia de Mino. Originalmente había planeado heredarle el poder a Yoshitatsu, pero en 1555 comenzó a contemplar heredárselo a otro de sus hijos, Kiheiji (喜平次?).

## Batalla
Yoshitatsu, que para este entonces vivía en el castillo Sagiyama se enteró de los planes de su padre por lo que en 1556 mató a sus dos hermanos, los cuales se encontraban en la residencia familiar en el monte Inaba, con lo que comenzó la disputa familiar por el control del clan. Yoshitatsu fue capaz de ganarse el apoyo de una gran parte del clan, logrando juntar aproximadamente 17.500 hombres armados; Dōsan por otro lado, solo pudo reunir 2.700.
Yoshitatsu ganó la batalla fácilmente, la cual terminó con la muerte de su padre. Aunque Oda Nobunaga había enviado tropas para ayudar a Dōsan, no pudieron llegar a tiempo para la batalla y auxiliarlo.